# Autoroute A350 (France)
Pour les articles homonymes, voir A350 (homonymie).
L'autoroute A350 est une ancienne autoroute qui reliait l'A35 aux quartiers nord de Strasbourg et à Schiltigheim. Elle a été déclassée en route nationale (N2350) en 2015 puis en route métropolitaine (M2350) en 2021.
Ce tronçon permet d'accéder rapidement aux institutions européennes.

## Tracé
Ce tronçon ne fait qu'un kilomètre de long et relie l'A35 (au niveau de l'échangeur de Cronenbourg) à l'avenue Herrenschmidt dans le quartier du Wacken.
Cette courte portion permet de desservir les quartiers et bâtiments suivants : 
- au 1er feu à droite : la rue Alice Mosnier, le nouveau parc des expositions et le lycée Kléber ;
- au 2e feu à droite : l’avenue Herrenschmidt avec le Palais de la Musique et des Congrès, puis la place de Bordeaux où se trouve France 3 Alsace ;
- au bout de la section, au 3e feu à droite : la rue Jean Wenger-Valentin ; le théâtre du Maillon ; le Rhénus Sport où joue le club de basket-ball de la ville, la SIG ; le Parlement européen ;
- au bout de la section, tout droit aux feux : l’avenue Pierre Mendès-France, le quartier du Marais à Schiltigheim, la cité de l'Ill et la Robertsau à Strasbourg.

Dans le sens Cronenbourg-Wacken, la vitesse est limitée à 70 km/h jusqu’à la sortie Avenue des Vosges puis à 50 km/h jusqu’au carrefour avec l’avenue Herrenschmidt. Dans le sens Wacken-Cronenbourg, l’intégralité du tronçon est limité à 50 km/h.

## Sorties
- Dans le sens Cronenbourg-Wacken, il n’y a qu’une seule sortie permettant d’accéder à l’avenue des Vosges.

Dans le sens Wacken-Cronenbourg, une bretelle permet l’accès à l’autoroute A4 en direction de Paris.